# Hrabstwo Worth (Missouri)
Hrabstwo Worth (ang. Worth County) – hrabstwo w północno-zachodniej części stanu Missouri w Stanach Zjednoczonych. Obszar całkowity hrabstwa obejmuje powierzchnię 266,75 mil2 (691 km²). Według danych z 2010 r. hrabstwo miało 2 171 mieszkańców. Hrabstwo powstało w 1861 roku i nosi imię Williama J. Wortha - generała wojny amerykańsko-meksykańskiej.

## Sąsiednie hrabstwa
- Hrabstwo Taylor (Iowa) (północny zachód)
- Hrabstwo Ringgold (Iowa) (północny wschód)
- Hrabstwo Harrison (wschód)
- Hrabstwo Gentry (południe)
- Hrabstwo Nodaway (zachód)

## Miasta
- Allendale
- Grant City
- Sheridan

## Wioski
- Denver
- Irena
- Worth